# I Wanna Be Your Dog
I Wanna Be Your Dog è una canzone del gruppo rock statunitense degli Stooges. Il brano fu pubblicato per la prima volta sul loro omonimo album di debutto nel 1969. Il riff di chitarra è composto solo da tre note (Sol, Fa♯ e Mi) suonate ininterrottamente per tutta la durata del pezzo, ed è accompagnato per tutta la durata del pezzo dal pianoforte, suonato in un'unica nota. Nel 2004, il brano è apparso alla posizione no. 438 nella lista delle 500 migliori canzoni secondo Rolling Stone.

## Il brano
Nella canzone, Iggy Pop traduce la sua fantasia di essere "usato" sessualmente da una donna. Brani come questo aiutarono a stabilire la reputazione da icona punk di Iggy, famoso per i suoi comportamenti oltraggiosi ed imprevedibili. Nel corso di un'intervista con Howard Stern, Pop spiegò il sentimento dietro la canzone: «Ti è mai capitato di vedere una ragazza veramente bella, molto ben vestita, che cammina per la strada con accanto un cagnolino, vero? E come il suo cane sia [...] intimo con il corpo di lei, e a lei lui piace e tutto quanto. Fondamentalmente, è l'idea che ho io di unirmi al suo corpo. Non voglio parlare di letteratura con te o giudicarti come persona. Voglio solo essere il tuo cane».

## Cover
Il pezzo è stato reinterpretato da molti artisti, tra cui David Bowie, Sex Pistols, Slayer, Frankenstein Drag Queens from Planet 13, Joan Jett and the Blackhearts, Vicious White Kids, Red Hot Chili Peppers, Sonic Youth, Cage the Elephant, Mission of Burma, Chris Whitley, Swans, Uncle Tupelo, Alejandro Escovedo, Émilie Simon, Styles of Beyond, House of Love, Green Day, Ida Maria, Stereophonics, Litfiba e Psychonaut 4.
Gli Slayer registrarono una parodia della canzone chiamata I'm Gonna Be Your God per il loro album Undisputed Attitude.
Il brano di "Weird Al" Yankovic intitolato Let Me Be Your Hog parodia il garage punk e contiene elementi presenti nel pezzo.
Nel 2007, i R.E.M. eseguirono la canzone assieme a Patti Smith nella loro induzione al Rock and Roll Hall of Fame.
Nel film Crudelia del 2021 è stata cantata da John McCrea nella versione originale, mentre nella versione italiana dal gruppo musicale Måneskin.

## Uso nella cultura di massa
In ambito cinematografico, il brano è stato utilizzato nei film Lock & Stock - Pazzi scatenati, Transporter 3, Faster e Friday Night Lights, Il corvo 2 (dove Iggy Pop interpretò il ruolo di Curve, uno dei cattivi) e I fiumi di porpora 2 - Gli angeli dell'Apocalisse, The Runaways, Zeroville di Dave Franco e Prey for Rock & Roll e nel 2021 fa parte della colonna sonora del film Disney Crudelia.
In ambito televisivo, è stata inserita in un episodio della serie televisiva Skins (episodio 2.9) e in un episodio della sitcom How I Met Your Mother (episodio 2.16: Stuff).
In ambito videoludico è stato utilizzato anche nelle colonne sonore dei videogiochi Vietcong e Grand Theft Auto IV (in quest'ultimo, Iggy Pop si presenta come un DJ).